# Linus Wahlgren

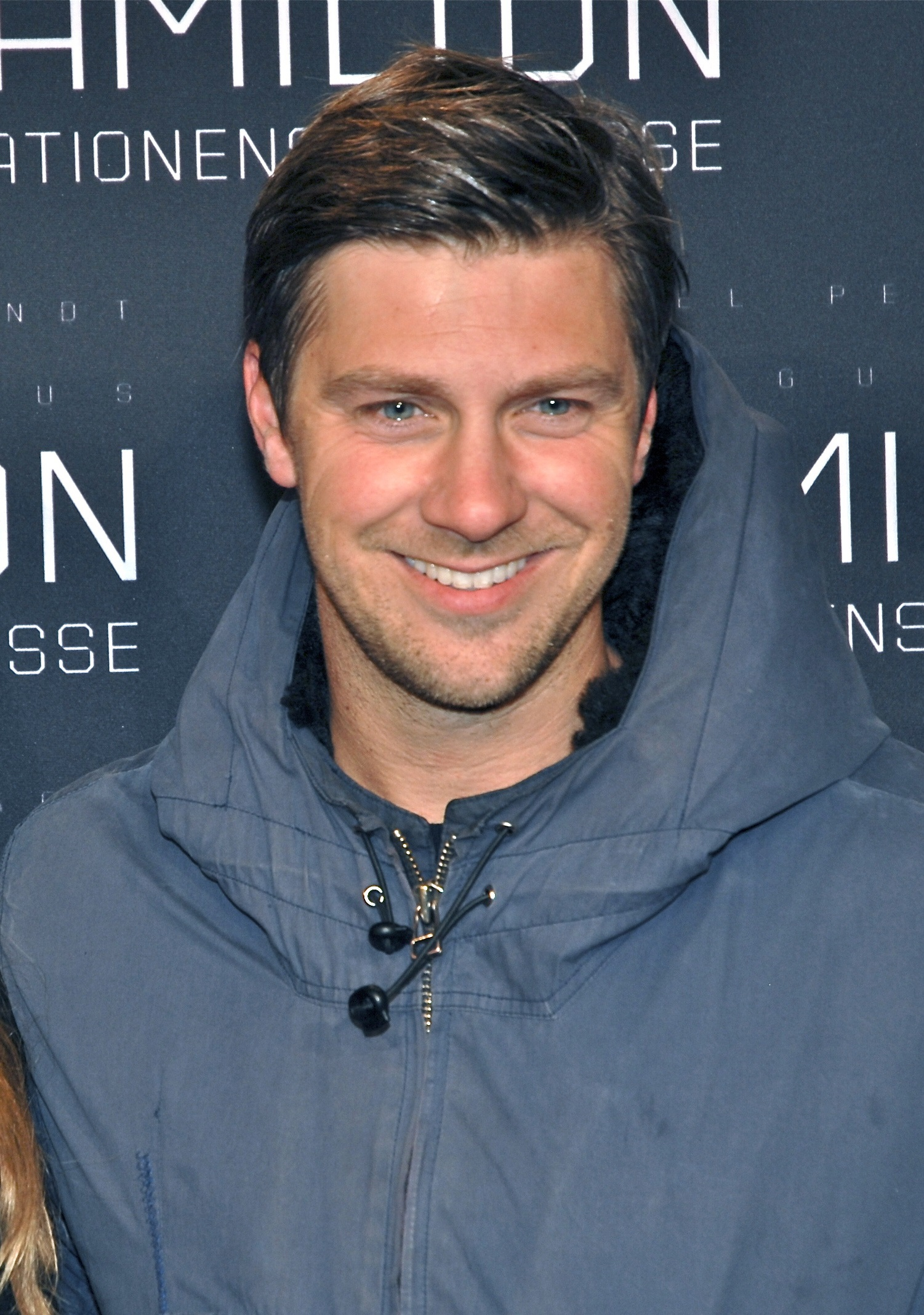
Linus Wahlgren (2012)

Linus Carl Hendrik Wahlgren (* 10. September 1976 in Stockholm) ist ein schwedischer Schauspieler.

## Leben
Wahlgren ist der Sohn der Schauspieler Christina Schollin und Hans Wahlgren und hat zwei jüngere Geschwister: Niclas Wahlgren und Pernilla Wahlgren, welche ebenfalls als Schauspieler tätig sind. Im August 2007 heiratete er Jessica Wahlgren; inzwischen sind beide geschieden. Gemeinsam haben sie zwei Kinder. Seit den frühen 1990er-Jahren war er in mehr als 30 Film- und Fernsehproduktionen zu sehen.

## Filmografie (Auswahl)
- 1983: G – som i gemenskap
- 1994: Bert (Fernsehserie)
- 1997: Rederiet (Fernsehserie)
- 2000: 102 Dalmatiner (102 Dalmatians, schwedische Synchronstimme)
- 2001: Jimmy Neutron – Der mutige Erfinder (Jimmy Neutron: Boy Genius, schwedische Synchronstimme)
- 2001: Atlantis – Das Geheimnis der verlorenen Stadt (Atlantis: The Lost Empire, schwedische Synchronstimme)
- 2002: Hundtricket – The Movie
- 2004: Mongolpiparen
- 2005: Robots (schwedische Synchronstimme)
- 2005: Im Zeichen des Mörders (Den utvalde)
- 2006: Göta kanal 2 – Kanalkampen
- 2008: Irene Huss, Kripo Göteborg – Der erste Verdacht (Irene Huss – Guldkalven)
- 2009: Scener ur ett kändisskap
- 2010: Solsidan (Fernsehserie)
- 2013: Mördaren ljuger inte ensam
- 2013: Kung Liljekonvalje av dungen
- 2013: Inte flera mord
- 2013: Rosor, kyssar och döden
- 2013: Farliga drömmar
- 2013: Tragedi på en lantkyrkogård
- 2014: Blå ögon (Fernsehserie)
- 2019: Mord im Mittsommer (Morden i Sandhamn, Fernsehserie, Folge Gewissenlos)
- 2020: Kommissar Bäckström (Bäckström, Fernsehserie)
- 2020: The Evil Next Door